# Operation Millennium

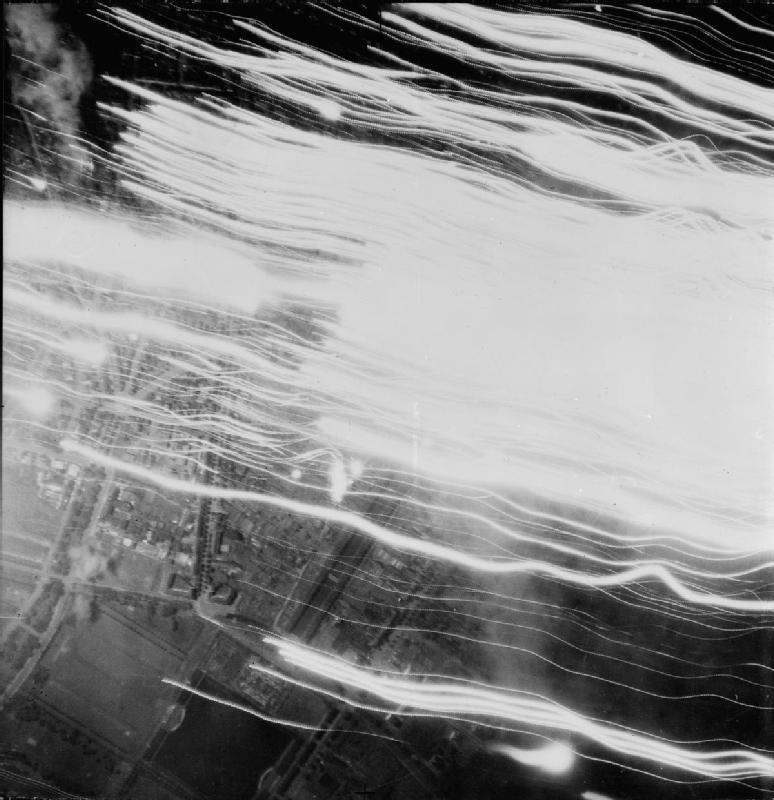
Luftaufnahme der Royal Air Force. Suchscheinwerfer und Luftabwehrgeschosse bedecken den Hauptteil des Bildes; unten links im Bild sind Einschläge erster Bomben zu sehen.

Operation Millennium war der Deckname für die Bombardierung Kölns in der Nacht vom 30. auf den 31. Mai 1942, bei dem die Royal Air Force (RAF) erstmals über 1000 Bomber gleichzeitig einsetzte, weshalb er auch als erster „1000-Bomber-Angriff“ bekannt ist.

## Vorgeschichte
Das britische Luftfahrtministerium hatte am 14. Februar 1942 die Area Bombing Directive (Anweisung zum Flächenbombardement) herausgegeben. In dieser Anweisung wurde dem neuen Oberkommandierenden des Bomber Command der Royal Air Force (RAF) Arthur Harris mitgeteilt, er könne seine Streitkräfte ab sofort ohne jede Beschränkung einsetzen. Die Einsätze seien auf die Moral der feindlichen Zivilbevölkerung zu konzentrieren – insbesondere auf die der Industriearbeiter.
Der RAF-Stabschef Luftmarschall Sir Charles Portal schrieb am 15. Februar: „Ich nehme an, dass klar ist, dass die Ziele bebaute Gebiete und nicht z. B. Schiffswerften oder Flugzeugwerke laut Anhang A sein werden. Dies muss jedem klargemacht werden, falls es noch nicht so verstanden worden ist.“
Die Durchführung begann mit dem Nachtangriff auf Essen am 8. und 9. März 1942 sowie weiteren Luftangriffen auf das Ruhrgebiet.
Dieser Strategie der Flächenbombardierung lag die Annahme der sogenannten Trenchard-Doktrin zugrunde, das Bombardieren von Wohngebieten – anstelle militärischer Anlagen – würde den Kampfwillen der Zivilbevölkerung schwächen. Diese beruhte auf Vorstellungen über den strategischen Luftkrieg aus dem Ersten Weltkrieg. Man hoffte, Aufstände oder Revolution gegen das Regierungssystem in einem gegnerischen Staat auszulösen und aus der Destabilisierung des Gegners einen kriegswichtigen Vorteil ziehen zu können. Dies erwies sich jedoch als Trugschluss und führte eher zum Gegenteil, nämlich einer Solidarisierung der Bevölkerung mit seinem Regierungssystem gegenüber dem Angreifer.

## Der 1047-Bomber-Angriff
Der erste Luftangriff der Royal Air Force (RAF) mit über 1000 Bombern bekam den Namen Operation Millennium und hatte Köln zum Ziel. Der Chef des RAF Bomber Command und Planer der Operation Luftmarschall Arthur Harris hatte ursprünglich Hamburg als Ziel ausgewählt, was aber wegen der Wetterbedingungen am Angriffstag nicht möglich war. Der Angriff wurde im Rahmen der britischen Area-Bombing-Directive-Offensive durchgeführt. Hierfür wurden verschiedene Aspekte angeführt:
- Man erwartete, dass eine großflächige Verwüstung der Großstädte das Deutsche Reich schwächen oder zumindest die Moral in der Bevölkerung brechen werde.
- Die Angriffe waren nützliche Propaganda für die Alliierten und besonders für Harris’ Konzept des strategischen Flächenbombardements, mit dem Schwerpunkt auf Brandbomben. Die mäßigen Ergebnisse der britischen Bombardements im Jahr 1941 (mit dem Schwerpunkt auf Sprengbomben) hatten dazu geführt, dass über eine Auflösung und Neuverteilung des Bomber Command nachgedacht wurde. Ein spektakulärer Angriff auf eine deutsche Großstadt schien für „Bomber-Harris“ eine gute Möglichkeit zu sein, dem britischen Kriegskabinett die Wichtigkeit des Bomber Command für den Kriegsverlauf zu demonstrieren, wenn nur genügend Gelder und Flugzeuge vorhanden wären.

Zu diesem Zeitpunkt des Krieges hatte das Bomber Command nur eine reguläre Flotte von etwa 485 Flugzeugen vorzuweisen und war im Begriff, die älteren, zweimotorigen mittleren Bomber der Vorkriegszeit gegen modernere, schwerere Modelle auszutauschen. Harris wollte zusätzlich zu seinen eigenen Maschinen rund 330 Flugzeuge der Trainingsstaffeln und 250 des Coastal Command (Dienststelle zur Verteidigung gegen seegestützte Angriffe) einsetzen, um auf die anvisierte Zahl von eintausend Bombern zu kommen. Der Angriffsbefehl erging am 23. Mai an die beteiligten Bombergruppen. Am 25. Mai verbot allerdings die Admiralität die Verwendung der Bomber des Coastal Command. Sie hielt den propagandistischen Wert des Angriffs für zu gering und verwies auf die Wichtigkeit der Bombereinsätze gegen U-Boote in der Atlantikschlacht. Harris setzte alle Hebel in Bewegung und akquirierte bei den Erstausbildungskursen genügend Flugzeuge und Besatzungen, teilweise mit Flugschülern und Fluglehrern besetzt, und konnte 1047 Bomber zum Angriff auf Köln einsetzen – zweieinhalb Mal so viele wie bei jedem vorherigen Bombardement der RAF. Zusätzlich zu der Flotte, die Köln angriff, wurden 113 Flugzeuge eingesetzt, um deutsche Nachtjäger-Flugplätze anzugreifen.
Dies war das erste Mal, dass die Taktik eines „Bomberstroms“ angewandt wurde, und die meisten in dieser Operation gewonnenen Erkenntnisse bildeten die Basis für die Missionen des Bomber Command in den zwei folgenden Kriegsjahren, einige wurden sogar bis zum Ende des Krieges angewandt.
Es wurde angenommen, dass eine derart hohe Anzahl von Bombern, wenn sie in Formation die Kammhuber-Linie durchfliegen, die deutschen Nachtjäger überraschen und überfordern würde, somit blieben die eigenen Verluste überschaubar. Die erst kürzlich eingeführte GEE-Navigation erlaubte den Bombern, eine vorgegebene Route mit Zeit- und Höhenplanung sehr genau zu fliegen. Die britischen Nachtbomber-Aktivitäten liefen seit einigen Monaten und anhand der Erkenntnisse aus diesen Operationen konnte abgeschätzt werden, wie viele Bomber den gegnerischen Nachtjägern und dem Flakfeuer sowie Kollisionen zum Opfer fallen würden. Außerdem ging man davon aus, dass die Piloten der feindlichen Nachtjäger höchstens sechs Abfangflüge pro Stunde fliegen konnten und dass die Flak-Geschütze diese Vielzahl angreifender Flugzeuge nicht abfangen können. Für einen solchen Angriff wurde früher im Krieg ein Zeitraum von etwa vier Stunden einkalkuliert. In der Operation Millennium brauchten die Bomber für den Abwurf der Bomben lediglich knapp 90 Minuten. In der folgenden Zeit konnte dieser Zeitraum (time over target) für etwa 800 Bomber auf unter zwanzig Minuten verkürzt werden.
Die ersten Flugzeuge erschienen am 31. Mai um 00:47 Uhr am Kölner Nachthimmel. Von den 1047 gestarteten Bombern, davon über die Hälfte zweimotorige Vickers Wellington, erreichten etwa 890 das Zielgebiet und warfen 1455 Tonnen Bomben ab, davon zwei Drittel Brandbomben. Das Bomber Command erwartete, dass die hohe Konzentration an Bombenabwürfen in der sehr kurzen Zeit die Kölner Feuerwehr völlig überfordern und somit Großbrände wie bei den Angriffen der deutschen Luftwaffe auf London während des sogenannten „Blitz“ auslösen werde.

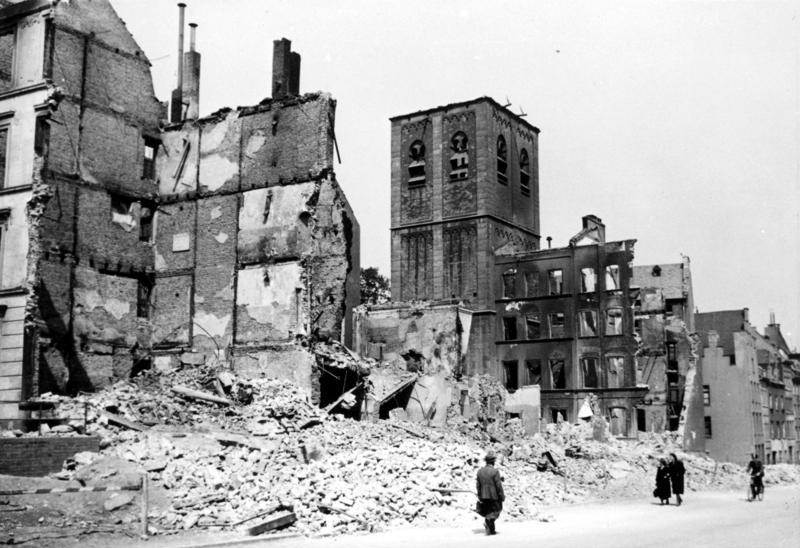
Bombenschäden in Köln, Aufnahme vom 9. Juni 1942

Durch den Angriff entstanden etwa 2500 Brände in der Stadt, von denen 1700 von der Feuerwehr Köln als „groß“ bezeichnet wurden. Durch die Bemühungen der Feuerwehr und dank der Weitläufigkeit vieler Straßen kam es nicht zu einem Feuersturm, trotzdem wurde der Großteil der Schäden durch Feuer verursacht und weniger durch die Sprengbomben. Es wurden etwa 3300 Nicht-Wohngebäude vollständig zerstört, 2090 schwer und 7420 leichter beschädigt. Das macht eine Gesamtzahl von 12.810 Gebäuden dieser Kategorie, die getroffen wurden. Unter den Gebäuden, die als völlig zerstört eingestuft wurden, waren:
- 7 Amtsgebäude
- 14 öffentliche Gebäude
- 7 Banken
- 9 Krankenhäuser
- 17 Kirchen
- 16 Schulen
- 4 Universitätsgebäude
- 10 Post- und Eisenbahngebäude
- 4 Hotels
- 2 Zeitungsverlage
- 2 Kinos
- mindestens 10 Gebäude von historischer Bedeutung

Das einzige militärisch genutzte Gebäude, welches beschädigt wurde, war eine Flak-Stellung. Hingegen wurden an zivilen Wohneinheiten, meistens in mehrstöckigen Häusern, 13.010 komplett zerstört, 6360 schwer und 22.270 leichter beschädigt.
Gemäß dem Bericht des Polizeipräsidenten wurden 469 Menschen getötet (411 Zivilisten und 58 Militärs), 5027 wurden verwundet und 45.132 obdachlos. Die Zahl der gemeldeten Einwohner Kölns ging in den nächsten Wochen um rund 63.000 bzw. rund 11 % zurück. Schätzungen zufolge verließen etwa 135.000 bis 150.000 der 684.000 Einwohner die Stadt nach dem Angriff.
Die RAF verlor 43 Flugzeuge, was etwa 4,5 % der eingesetzten Bomber entspricht. 22 davon wurden über oder nahe Köln abgeschossen, 16 andernorts durch Flakfeuer, 4 durch Nachtjäger, 2 bei Angriffen auf umliegende Flugplätze und 2 gingen durch Kollision verloren.
Weitere Angriffe der „1000-Bomber-Flotte“ fanden am 1./2. Juni auf Essen (Battle of the Ruhr, 956 Flugzeuge) und am 25./26. Juni auf Bremen (960 Flugzeuge) statt. Danach wurden diese Großangriffe vorläufig eingestellt. Später im Krieg kam es dann wieder zu „1000-Bomber-Angriffen“. Dabei wurden ausschließlich viermotorige Maschinen mit deutlich höherer Bombenlast eingesetzt.
Die Stadt Köln wurde im Laufe des Zweiten Weltkriegs 262 mal bombardiert, mehr als jede andere deutsche Stadt, davon über 31 mal schwer. So war Köln in der Nacht vom 28. zum 29. Juni 1943 vom Peter-und-Paul-Angriff getroffen worden, der etwa 4500 Opfer forderte. Am 2. März 1945 griff die RAF Köln zum letzten Mal mit 858 Bombern in zwei Phasen an. Im Rahmen der Operation Lumberjack wurde wenige Tage später der linksrheinische Teil Kölns von der 1. US-Armee eingenommen.
| Gruppen                             | Anzahl und Typ                                                                                   | Gesamtzahl |
| ----------------------------------- | ------------------------------------------------------------------------------------------------ | ---------- |
| No. 1 Bomber Group                  | 156 Wellington (mittlerer Bomber)                                                                | 0156       |
| No. 3 Bomber Group                  | 134 Wellington (mittlerer Bomber) 088 Stirling (schwerer Bomber)                                 | 0222       |
| No. 4 Bomber Group                  | 131 Halifax (schwerer Bomber) 009 Wellington (mittlerer Bomber) 007 Whitley (mittlerer Bomber)   | 0147       |
| No. 5 Bomber Group                  | 073 Lancaster (schwerer Bomber) 046 Manchester (mittlerer Bomber) 034 Hampden (mittlerer Bomber) | 0153       |
| No. 91 (Operational Training) Group | 236 Wellington 021 Whitley                                                                       | 0257       |
| No. 92 (Operational Training) Group | 063 Wellington 045 Hampden                                                                       | 0108       |
| Flying Training Command             | 004 Wellington                                                                                   | 0004       |
|                                     | Gesamtanzahl                                                                                     | 1047       |